# Mioarele
Mioarele é uma comuna romena localizada no distrito de Argeş, na região de Muntênia. A comuna possui uma área de 32.00 km² e sua população era de 1695 habitantes segundo o censo de 2007.